# La Fayette-klassen
La Fayette-klassen (fransk: Classe La Fayette, også benævnt FL-3000 for "Frégate Légère de 3,000 tonnes", "3,000-tons lette fregatter", eller "FLF" for Frégate Légère Furtive", "Let stealthfregat") er lette multianvendelige fregatter bygget af DCNS og bruges, anno 2010, af den franske flåde, Marine Nationale. Klassen har også affødt underklasser, der er i brug i Saudi Arabien, Singapore og Republikken Kina.
Disse fregatter benyttede, ved deres konstruktion det mest moderne stealth teknologi. Deres reducerede RCS (radartværsnit) blev skabt ved et holde skibets overbygning ren for ujævnheder sammenlignet med konventionelle designs, vinklede skibssider samt udstrakt brug af radarabsorberende materialer (et kompositmateriale bestående af træ og glasfiber, hårdt som stål men let og brandhæmmende). Mange moderne skibe bygget efter introduktionen af La Fayette-klassen benytter samme stealthprincipper som blev udviklet til La Fayette-klassen.
La Fayette-klassen er forberedt til installationen af Aster 15 missilet, det moderne europæisk producerede SAM, og er indtil da udrustet med det kortrækkende Crotale SAM, samt Exocet missiler, placeret i to firedobbelte kanistere.
Skibene er designet til at benytte en 10 tons helikopter såsom Eurocopter Panther eller NH90 (Super Frelon eller andre tunge helikoptere kan dog godt lande på helipaden. Helikopterne kan udrustes med AM.39 eller AS15 missiler, og kan lette fra skibet i op til sea state 5 eller 6 på grund af Samahé helikoptersystemet.
Frankrig bestilte fem skibe af La Fayette-klassen i 1988, det sidste indgik i flådens tal i 2002.

## Den franske version

### Den røde tråd
I slutningen af 1980erne, påbegyndte Marine Nationale en undersøgelse af kravene til en fregat tilpasset til lavintense konflikter efter den kolde krig. Skibene skulle kunne benyttes til at patruljere den store franske eksklusive økonomiske zone (EEZ), kunne tilpasses til humanitære operationer eller lavintense militære operationer samt kunne fungere som støtte til landstyrker. Skibene skulle efter planen erstatte de aldrende korvetter i D'Estienne d'Orves-klassen, som var bygget udelukkende til deciderede flådeoperationer og ikke til fælles operationer med hær og luftvåben eller amfibiestyrker.
Konventionelle krigsskibe benyttet i lavintense eller humanitære operationer har vist sig at være et dyrt foretagende, med udstyr beregnet kun på en bestemt slags krigsførelse og skibenes store besætninger. Derfor opstod behovet for en letarmeret fregat med en lille besætning og økonomisk fremdrivning. I Italien, havde man samme behov, som ledte til udviklingen af Cassiopea-klasse patruljeskibe samt korvetter af Minerva-klassen. Disse blev bygget efter både militære og civile standarder. De italienske skibe blev begrænset til 1.300 tons på grund af den begrænsede størrelse af Middelhavet, hvilket skulle være skibenes primære operationsområde. Den franske marine havde på den anden hånd forpligtelser ved landets oversøiske territorier. For at sikre at skibene kunne nå frem til disse territorier blev skibene bygget med en størrelse på 3.000 tons – omtrent samme størrelse som en fregat af mellemstørrelsen. Det større deplacement tillader at kombinere en større ildkraft (såsom Minerva-klassen), muligheden for at medbringe en helikopter af mellemstørrelsen (såsom Cassiopea-klassen) samt en forbedret sødygtighed.
Den første type skibe der blev bygget efter disse principper var fregatterne af Floréal-klassen, også bygget efter civile standarder, med en begrænset bevæbning og muligheden for at medbringe en mellemstor helikopter. Disse skibe var designet til at kunne operere langt hjemmefra, eksempelvis i de franske oversøiske territorier (Caribien, Fransk Polynesien og Ny Kaledonien) og den franske EEZ, hvor truslen om en symmetrisk maritim trussel ikke er særlig sandsynlig. Farten er begrænset til 20 knob på grund af det civile og knap så omfattende fremdrivningssystem som betyder mindre og billigere vedligeholdelse. Til bekæmpelsen af pirater i hurtiggående gummibåde, kan Floréal-klassen benytte deres helikoptere og kontingent af Fusiliers Marins.
I forhold til de Floréal-klassen kan La Fayette-klassen, på grund af sin størrelse og bevæbning, operere i mere komplekse og farlige områder såsom det Indiske Ocean eller ud fra Djibouti. Disse skibe er ikke blot i stand til at sikre den franske EEZ, men også til at operere i større eller mindre task forces samt foretage efterretningsindhentningsoperationer. De tilsigtede roller for klassen rækker vidt, fordi erfaringer med C.70-typen, hvor man forventede et behov på 20 skibe, men endte med kun at bygge 9 (7 fregatter af Georges Leygues-klassen samt to af Cassard-klassen), betød at man kunne ende med flåde der manglede kapaciteter i mindst én retning. De nye skibe var også de første der benyttede sig af de gennembrud i stealth-teknologi, som forskere fra DCN opnåede i 1980'erne.
Det tog flere år at gå fra koncept til en færdig plan og det første skib blev søsat i 1992, to år efter det endelige design var på plads. Den sidste afprøvning af våbensystemerne fandt sted i 1994, og man foretog særdeles omfattende søprøver for at afprøve skibet under en lang række forskellige forhold. Det første skib, La Fayette indgik operativt i flåden i marts 1996.

### Stealth
Ved deres ibrugtagning var La Fayette-klassen de mest moderne krigsskibe indenfor Stealth teknologi. Skrogets form og overbygning blev konstrueret således at man sikrede den mest mulige reduktion i skibets radarsignatur, som er blevet reduceret med 60%: Et 3.000 tons skib af La Fayette-klassen har en radarsignatur der svarer til et skib på 1.200 tons. Den formindskede radarsignatur er opnået ved at vinkle skroget og benytte så få lodrette linjer på skibet som muligt. Desuden er alle fremtrædende objekter om bord, såsom kapstaner, pullerter og lejdere skærmet af ved hjælp af ekstra skrog. Derudover er overbygningen bygget af radarabsorberende materiale.
Skibenes radarsignatur svarer omtrent til et større fiskeskib, hvilket gør at skibene kan "gemme" sig i den civile skibstrafik. Skibet fremstår desuden som et meget mindre skib, og dermed kan en eventuel fjende foranlediges til at undervurdere skibets kapaciteter. I tilfælde af et direkte angreb på skibet hjælper den mindre radarsignatur med at slippe væk fra fjendtlige missiler og ildledelsesradarer. La Fayette-klassen er også udrustet med ECM-udstyr der kan generere falske radarekkoer såvel som chaff og flares. Yderligere forsvar mod missiler og fly kan monteres da skibene er forberedt til Aster 15 luftforsvarsmissiler.
Takket være brugen af mindre dieselmotorer end normalt samt et specielt udviklet varmeafledningssystem har skibene i klassen en lille termisk signatur. Den normale skorsten er erstattet af en række rør aften for masten som køler udstødningsgasserne inden de kommer ud i det fri. Skibene primære operationsområder er i varme områder, hvilket yderligere sænker den termiske kontrast til omgivelserne.
Skibenes magnetiske signatur bliver reduceret ved tilstedeværelsen af et afmagnetiseringsbælte rundt om skibet.
Den akustiske signatur er formindsket ved at placere hovedmotorerne i elastiske vugger, således at man undgår de størstedelen af de vibrationer der opstår i en dieselmotor forplanter sig til skibets skrog, derudover har man givet skruerne en gummibeklædning. La Fayette-klassen er udstyret med Prairie Masker, et aktivt akustisk sløringssystem, som genererer små luftbobler under skibets skrog for at forvirre en eventuel sonar der prøver at spore skibet.

### Konstruktion
Overbygningen er lavet af aluminium og glasfiberforstærket plastic, hvilket har tilladt en reduktion af skibets vægt. Det giver en tilfredsstillende, men ikke optimal brandhæmmende virkning. Vitale områder er pansret af Kevlar, og vigtige systemer er redundante. Skibene er desuden konstrueret således at besætningen er beskyttet mod biologiske, kemiske og atomare trusler.
Skibene blev indvendigt bygget i et modulært design, der bestod af 11 præfabrikerede moduler, som blev lavet på fabrikken, efterfølgende afleveret på værftet hvor de blev samlet på skibet. Denne teknik betød af konstruktionstiden på et skib ikke oversteg 2 år.
Skibene er udstyret med et forholdsvis langt agterdæk, et kort fordæk som har en glidende overgang til overbygningen. Skibssiderne har en negativ hældning på 10 grader. 
Overbygningen er bygget ud i et og overgår direkte ned i skroget skroget, det eneste tegn på hvor skroget slutter og overbygningen starter er en lille ændring på skibssidens hældning. Der er en platform mellem overbygningen og kanonen på fordækket hvor man kan placere eventuelle Aster 15 missiler. Overbygningen strækker sig fra uafbrudt fra broen til helikopterhangaren, hvor Crotale luftforsvarsmissilerne er placeret.
La Fayette-klassen er udstyret med to master. Hovedmasten er pyramideformet med integrerede skorstene og transciever til Syracuse satellitkommunikationssystemet. På den anden mast er skibets radar placeret.

## Eksport

### Saudi Arabien: Al Riyadh-klassen
De tre skibe i Al Riyadh-klassen er en udvidet luftforsvarsversion af La Fayette-klassen med et deplacement på ca. 4.700 tons.
Skibene er bevæbnet med Aster 15, Exocet MM.40 Block II missiler og en anderledes sensorpakke.
Den maksimale hastighed er 24,5 knob med en rækkevidde på 4.000 sømil.

### Republikken Kina (Taiwan): Kang Ding-klassen
Da Republikken Kina's primære forsvarsområde er rettet mod Taiwanstrædet, søger landets flåde konstant at opgradere flådens kapaciteter indenfor antiubådskrigsførelse (ASW). I 1980'erne kom der en aftale i stand mellem Taiwan og Frankrig om anskaffelsen af 6 skibe konfigureret til både ASW og overfladekrigsførelse. Exocet missilet blev erstattet af det Taiwanesisk udviklede Hsiung Feng II antiskibsmissil og luftforsvarsmissilet blev Chaparralmissilet og sensorpakken blev ændret til taiwanske behov. Enkelte problemer med integration af våbensystemerne er siden blevet rapporteret. Fregatterne medbringer en enkelt Sikorsky S-70C(M)-1/2 ASW helikopter.
Chaparral SAM systemet anses efterhånden for forældet og ifølge Jane's er der planer om at opgradere luftforsvaret med RIM-116 RAM, selvom der ikke foreligger nogen bekræftelse herpå.[kilde mangler]
Skibene i denne variant har en topfart på 25 knob og en maksimal rækkevidde på 4.000 sømil.

#### Skandalen i Taiwan
Anskaffelsesaftalen af de seks fregatter førte til en stor politisk skandale, både i Taiwan og Frankrig. En tidligere fransk udenrigsminister har udtalt at op til 500.000 dollars blev betalt af Thomson-CSF (nu Thales Gruppen), hovedleverandøren, som en "kompensation", da klassen ikke fuldstændigt levede op til Taiwans behov. Otte personer der var involveret i kontrakten er døde under usædvanlige, måske endda mistænkelige situationer. Seks officerer i Taiwans flåde blev efterfølgende anklaget for korruption i forbindelse med affæren.
I 2003 sagsøgte Taiwan's flåde Thomson-CSF (Thales) for at få tilbagebetalt omkring 590 millioner amerikanske dollars i som flåden havde betalt i bestikkelse til franske og kinesiske (Folkerepublikken) tjenestemænd i 1991. Bestikkelsespengene er placeret i en svejtsisk bank og under kriminalundersøgelsen indefrøs de svejtsiske myndigheder omkring 730 millioner dollars på over 60 konti. I juni 2007 returnerede de svejtsiske myndigheder 34 millioner dollars fra de indefrosne konti – yderligere penge kan være på vej tilbage.

### Singapore: Formidable-klassen
Singapores 6 fregatter af Formidable-klassen er samme størrelse som La Fayette-klassen, men adskiller sig fra den og den saudiarabiske Al Riyadh-klasse med hensyn til noget af bevæbningen: Kanonen er udskiftet med en Otobreda 76 mm og Exocet missilerne er erstattet af Boeing's Harpoon. Desuden er sensorpakken også anderledes.
Det første skib i klassen, Formidable, blev bygget i frankrig af DCN, mens de resterende 5 skibe blev bygget af Singapore Technologies Marine.
Den maksimale hastighed er 27 knob, og med en rækkevidde på 4.200 sømil er det dermed en hurtigste og længstrækkende variant af La Fayette-klassen.

## Skibe i klassen
| Pennant                   | Navn            | Kølen lagt         | Søsat             | Indgået           | Skæbne          | Kaldesignal     |                 |
| Franske enheder           | Franske enheder | Franske enheder    | Franske enheder   | Franske enheder   | Franske enheder | Franske enheder | Franske enheder |
| ------------------------- | --------------- | ------------------ | ----------------- | ----------------- | --------------- | --------------- | --------------- |
| F710                      | La Fayette      | 15. december 1990  | 13. juni 1992     | 22. marts 1996    | -               | FAYE            |                 |
| F711                      | Surcouf         | 6. juli 1992       | 3. juli 1993      | 7. februar 1997   | -               | FASF            |                 |
| F712                      | Courbet         | 15. september 1993 | 12. marts 1994    | 1. april 1997     | -               | FACO            |                 |
| F713                      | Aconit          | 5. august 1996     | 8. juni 1997      | 3. juni 1999      | -               | FBAT            |                 |
| F714                      | Guépratte       | 1. oktober 1998    | 3. marts 1999     | 27. oktober 2001  | -               | FAGT            |                 |
| Saudi Arabiske enheder    |                 |                    |                   |                   |                 |                 |                 |
| 812                       | Al Riyadh       | 1999               | August 2000       | Juli 2002         | -               | -               |                 |
| 814                       | Makkah          | 2000               | 20. juli 2001     | 2003              | -               | -               |                 |
| 816                       | Al Dammam       | 2001               | September 2002    | 2004              | -               | -               |                 |
| Republikken Kinas enheder |                 |                    |                   |                   |                 |                 |                 |
| FFG1202                   | Kang Ding       | 1. august 1993     | 12. marts 1994    | 24. maj 1996      | -               | -               |                 |
| FFG1203                   | Si Ning         | 28. marts 1994     | 5. november 1994  | 12. oktober 1996  | -               | -               |                 |
| FFG1205                   | Wu Chang        | 7. november 1994   | 13. maj 1995      | 26. februar 1997  | -               | -               |                 |
| FFG1206                   | Di Hua          | 1. juli 1995       | 26. november1995  | 8. august 1997    | -               | -               |                 |
| FFG1207                   | Ku Ming         | 1. juli 1995       | 26. november 1995 | 16. december 1997 | -               | -               |                 |
| FFG1208                   | Chen De         | 27. december 1995  | 2. august 1996    | 19. marts 1998    | -               | -               |                 |
| Singaporeanske enheder    |                 |                    |                   |                   |                 |                 |                 |
| 68                        | Formidable      | 2002               | 7. januar 2004    | 2005              | -               | -               |                 |
| 69                        | Intrepid        | 2003               | 3. juli 2004      | 2005              | -               | -               |                 |
| 70                        | Steadfast       | 2003               | 28. januar 2005   | 2005              | -               | -               |                 |
| 71                        | Tenacious       | 2004               | 15. juli 2005     | 2006              | -               | -               |                 |
| 72                        | Stalwart        | 2004               | 9. december 2005  | 2006              | -               | -               |                 |
| 73                        | Supreme         | 2005               | 9. maj 2006       | 2007              | -               | -               |                 |

## I film
- Det første skib i klassen, La Fayette (F710) medvirkede i den 17. James Bond film Goldeneye i 1995, og var stedet for den første fremvisning af Eurocopter Tiger, som efterfølgende bliver stjålet. I Nintendo 64 spillet Goldeneye 007 foregår der yderligere missioner inde i La Fayette.

## Eksterne links
- Frégate defense.gouv.fr Arkiveret 13. maj 2020 hos  Wayback Machine
- NetMarine.net Arkiveret 10. december 2004 hos  Wayback Machine
- Alabordache.com Arkiveret 20. februar 2007 hos  Wayback Machine
- ACP113 (AH) Arkiveret 18. juli 2011 hos  Wayback Machine
- Naval technology
- Globalsecurity.org